# Parafia Świętych Apostołów Piotra i Pawła w Krakowie (Tyniec)
Parafia Świętych Apostołów Piotra i Pawła w Krakowie (Tyniec) – parafia rzymskokatolicka należąca do dekanatu Kraków-Salwator archidiecezji krakowskiej w Tyńcu przy ulicy Benedyktyńskiej.

## Historia
Parafia została utworzona w XI wieku. Kościół parafialny wybudowano w XI wieku, konsekrowano w 1622 r. W XX w. do parafii dołączyły trzy świątynie filialne: 

## Zasięg parafii
Do parafii należą wierni z miejscowości: Tyniec (ulice: Bagienna, Benedyktyńska, Bogucianka, Bolesława Śmiałego, Bór, Browarniana, Danusi Jurandówny, Dziewiarzy, Fedkowicza, Grodzisko, Heligundy, Janasówka, Juranda ze Spychowa, Kąty, Kolna, Kozienicka nry od 50, Lutego Tura, Maćka z Bogdańca, Nad Czerną, Obrony Tyńca,  Promowa, Skałczanka, Stępice, Szczygielskiego, Świętojańska, Toporczyków, Walgierza Wdałego, Wielogórska, Zagórze, Zakleśnie), Podgórki Tynieckie (nry od 50), Kąty i Koło.    

## Znani benedyktyni tynieccy
- Leon Knabit
- Włodzimierz Zatorski

## Wspólnoty parafialne
- Duszpasterska Rada parafialna
- Żywy Różaniec
- Apostolstwo Modlitwy
- Schola młodsza
- Schola młodzieżowa
- Chór parafialny
- Ministranci
- Lektorzy
- Duszpasterstwo akademickie
- Miesięcznik parafialny „Módl się i pracuj". Redaktor naczelny O. Andrzej Hasse OSB